# Lolo Sainz
Manuel „Lolo“ Sainz Márquez (* 28. August 1940 in Tetuán, Spanisch-Marokko) ist ein ehemaliger spanischer Basketballspieler, -trainer und -funktionär. Als Spieler gewann der Point Guard mit Real Madrid viermal den Europapokal der Landesmeister. Bekannt wurde er aber insbesondere als einer der nach Titeln erfolgreichsten Basketballtrainer der Geschichte.

## Laufbahn

### Spieler
Lolo Sainz, der in Tetuán im damaligen Protektorat Spanisch-Marokko zur Welt kam, übersiedelte früh nach Madrid, wo er in der Schule Colegio Ateneo Politécnico  mit dem Basketballsport begann. Im Jahr 1955, im Alter von 15 Jahren, wechselte er in die Jugend von Real Madrid und stieg über das Farmteam CD Hesperia schließlich 1959 in die erste Mannschaft auf. Unter der Führung des legendären Trainers Pedro Ferrándiz übernahm Sainz die Position des Point Guards in einer der erfolgreichsten Epochen des Klubs. An der Seite von Spielern wie Clifford Luyk, Emiliano Rodríguez, Miles Aiken, Wayne Brabender oder Carlos Sevillano eroberte er insgesamt viermal den Europapokal der Landesmeister; 1963/64, 1964/65, 1966/67 und 1967/68. Darüber hinaus gewann Sainz während seiner Spielerlaufbahn sieben spanische Meisterschaften und fünf Pokale. Seine wahre Leidenschaft war jedoch das Traineramt und so beendete er im Jahr 1968, in dem er als Kapitän der Mannschaft durch einen Finalsieg gegen BC Brünn den höchsten europäischen Bewerb gewinnen konnte, mit nur 28 Jahren seine Karriere.

#### Nationalmannschaft
Lolo Sainz nahm mit Spanien an den Europameisterschafts-Endrunden 1961, 1963 und 1965 teil, eine Podiumsplatzierung gelang seiner Landesauswahl jedoch nicht. Bei den Mittelmeerspielen 1963 in Neapel erreichte er mit Spanien das Finale, wo seine Mannschaft dem Gastgeber Italien mit 91:97 unterlag. Insgesamt brachte es Lolo Sainz auf 68 Einsätze im Nationalteam.

### Trainer und Funktionär
Schon parallel zu seiner Spielerlaufbahn begann Lolo Sainz in einer nahegelegenen Claretiner-Schule als Jugendcoach zu arbeiten. Im Jahr 1969 übernahm er den Posten als Nachwuchstrainer bei Real Madrid. Nach einer kurzen Etappe beim Madrider Verein Club Vallehermoso in der Saison 1972/73, kehrte er als Assistenztrainer an der Seite von Pedro Ferrándiz zu seinem Stammklub zurück. Nach zwei Jahren übergab dieser ihm 1975 schließlich das Zepter der ersten Mannschaft. Lolo Sainz konnte an die Erfolge seines Vorgängers anknüpfen und holte mit seiner Mannschaft in der ersten Spielzeit den Sieg in der Meisterschaft und im Intercontinental Cup. In der zweiten Saison folgte das Triple aus Liga, Pokal und Intercontinental Cup und 1977/78 schließlich führte er sein Team als Trainer im Europapokal der Landesmeister zu einem 75:67-Finalsieg gegen Pallacanestro Varese. Zwei Jahre später folgte durch ein 89:85 gegen Maccabi Tel Aviv der zweite Erfolg im bedeutendsten kontinentalen Turnier. Während seiner insgesamt 14 Saisons als Coach der ersten Mannschaft gewann Lolo Sainz auf internationaler Ebene neben zwei Europapokalen der Landesmeister auch ebenso oft den Europapokal der Pokalsieger sowie einmal den Korać-Cup und viermal den Intercontinental Cup. Die spanische Meisterschaft holte sein Team achtmal, den Pokal viermal und den Supercup einmal.
Im Jahr 1989 übernahm Lolo Sainz das Amt des Sportdirektors und überließ George Karl den Posten des Cheftrainers. Nach nur einer Spielzeit zog es ihm jedoch wieder zurück auf die Trainerbank und so nahm er ein Angebot von Joventut de Badalona an. Mit diesen konnte er auf Anhieb Erfolge feiern. Mit Spielern wie Ferran Martínez, Jordi Villacampa oder Corny Thompson eroberte er zweimal in Folge die Spanische Meisterschaft. Darüber hinaus erreichte Lolo Sainz mit seiner Mannschaft das Endspiel des Europapokals der Landesmeister 1991/92, wo sein Team jedoch in einem sehr engen Spiel mit 70:71 an KK Partizan Belgrad scheiterte.
Im Jahr 1993 übernahm Lolo Sainz das Amt des spanischen Nationaltrainers, wo er den langjährigen Erfolgscoach Antonio Díaz-Miguel nach dem schlechten Abschneiden der Iberer bei den Olympischen Spielen 1992 in Barcelona beerbte. Seine Zeit in der Selección, in der er einen Generationswechsel einleiten musste, war von Höhen und Tiefen geprägt. Bei der Basketball-Europameisterschaft 1995 belegten die Spanier nur den sechsten Rang und scheiterten an der Qualifikation zu den Olympischen Spielen 1996. Bei der Basketball-Weltmeisterschaft 1998 spielte sein Team ein starkes Turnier, scheiterte jedoch im Viertelfinale mit 61:69 an Griechenland. Nach Siegen gegen Argentinien und Italien gelang letztlich der fünfte Platz. Der größte Erfolg sollte bei der Basketball-Europameisterschaft 1999 gelingen. Nach Siegen gegen Litauen und Frankreich im Viertel- und Halbfinale, erreichten die Spanier das Endspiel, wo sie jedoch mit 56:64 an Italien scheiterten. Nach der Teilnahme an den Olympischen Spielen 2000 beendete Lolo Sainz, der es in acht Jahren auf 139 Spiele als Coach der Nationalmannschaft brachte, seine Trainerlaufbahn.
Im Jahr 2000 wechselte er in die sportliche Leitung des Spanischen Verbandes und im Jahr 2002 schließlich ins Management von Real Madrid, wo er bis 2005 als Generaldirektor der Basketballsektion wirkte.
Aufgrund seiner zahlreichen Erfolge wurde Lolo Sainz im Jahr 2008 als einer der zehn besten Trainer in die Liste der fünfzig bedeutendsten Persönlichkeiten der Euroleague aufgenommen.

## Erfolge und Ehrungen

### Spieler
Real Madrid
- Europapokal der Landesmeister (4): 1963/64, 1964/65, 1966/67, 1967/68
- Spanischer Meister (7): 1960/61, 1961/62, 1962/63, 1963/64, 1964/65, 1965/66, 1966/67
- Spanischer Pokal (5): 1961, 1962, 1965, 1966, 1967

Spanische Nationalmannschaft
- Mittelmeerspiele 1963: Silber

### Trainer
Real Madrid
- Europapokal der Landesmeister (2): 1977/78, 1979/80
- Europapokal der Pokalsieger (2): 1983/84, 1988/89
- Korać-Cup (1): 1987/88
- Intercontinental Cup/Basketball Klub-WM (4): 1976, 1977, 1978, 1981
- Spanischer Meister (8): 1975/76, 1976/77, 1978/79, 1979/80, 1981/82, 1983/84, 1984/85, 1985/86
- Spanischer Pokal (4): 1977, 1985, 1986, 1989
- Spanischer Supercup: 1984

Joventut Badalona
- Spanischer Meister (2): 1990/91, 1991/92

Spanische Nationalmannschaft
- Basketball-Europameisterschaft 1999: Silber

Ehrungen
- Liste der fünfzig bedeutendsten Persönlichkeiten der Euroleague